# 김정은의 해외 순방 목록
이 문서는 김정은의 해외 순방 목록에 대해 다룬다. 김정은은 조선민주주의인민공화국 국무위원회 위원장이라는 직책으로 해외 순방을 다녔다. 김정은 국무위원장은 태양호를 활용하여 중국과 러시아를 방문하였으며, 참매 1호기를 통해 싱가포르를 방문했다. 북한의 지도자들 중 처음으로 대한민국을 방문하였으며, 미국 대통령과 처음으로 정상회담을 가졌다.

## 2011년~현재

### 2010년대(2011년 이후~)
- 2018년
  - 3월: 중화인민공화국 베이징시

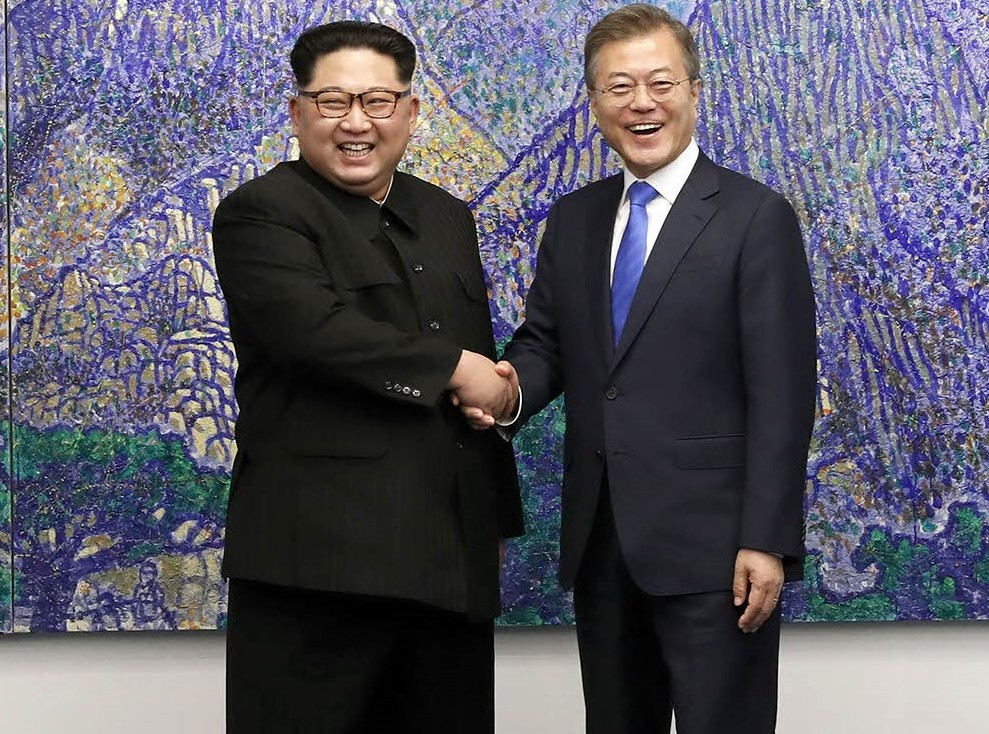
김정은 국무위원장과 문재인 대통령(2018년)

  - 김정은 국무위원장과 문재인 대통령(2018년)4월: 대한민국 경기도 파주시 진서면 판문점
  - 5월: 중화인민공화국 다롄시
  - 도널드 트럼프 대통령과 김정은6월 12일: 싱가포르

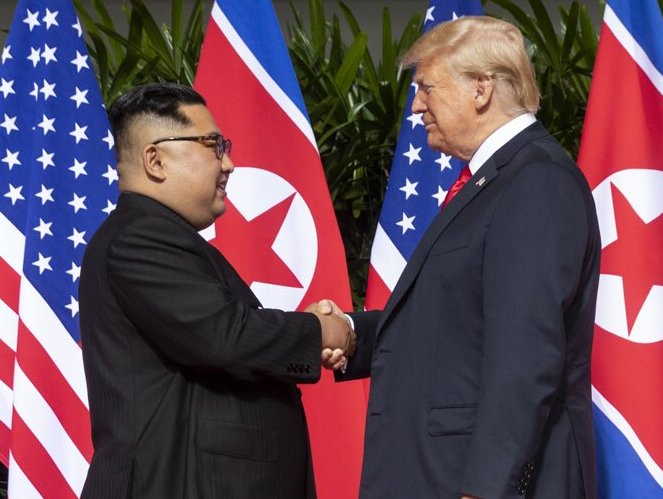
도널드 트럼프 대통령과 김정은

  - 6월 19~20일: 중화인민공화국 베이징시
- 2019년
  - 1월: 중화인민공화국 베이징시
  - 2월: 베트남 하노이
  - 4월: 러시아, 프리모르스키 변경주 블라디보스토크

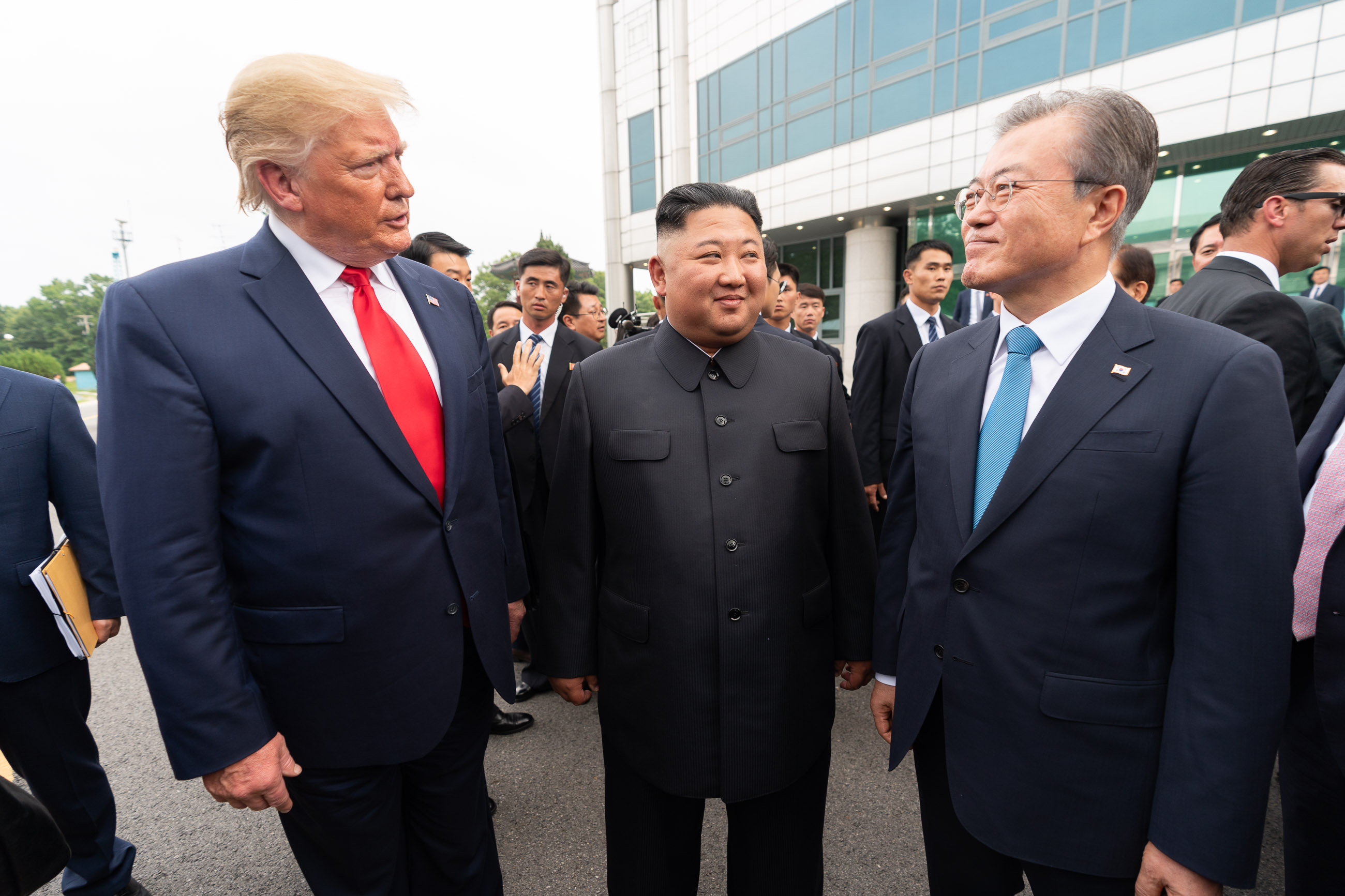
판문점 남측에서 트럼프, 김정은, 문재인

  - 판문점 남측에서 트럼프, 김정은, 문재인6월:대한민국 경기도 파주시 진서면 판문점

### 2020년대
- 2023년

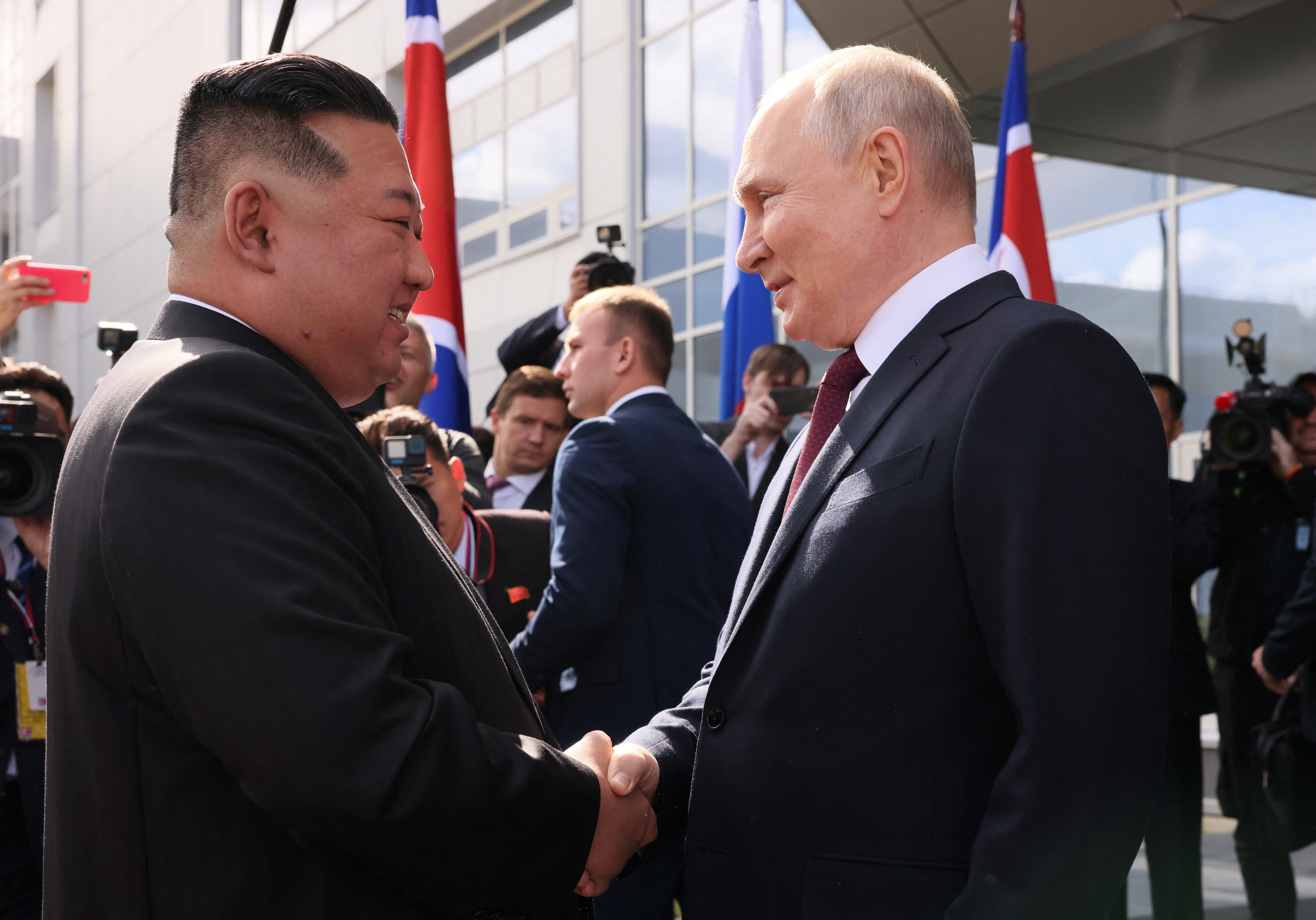
김정은과 블라디미르 푸틴 (2023년)

  - 김정은과 블라디미르 푸틴 (2023년)9월: 러시아, 프리모르스키 변경주 블라디보스토크

## 같이 보기
- 조선민주주의인민공화국의 대외 관계
- 김일성의 해외 순방 목록
- 김정일의 해외 순방 목록